# Entropia (singolo)
Entropia è un singolo del musicista italiano Francesco Cavestri, e del rapper e cantautore italiano Willie Peyote, pubblicato il 21 gennaio 2025.

## Descrizione
La canzone affronta il tema della complessità dell'esistenza e delle difficoltà della vita quotidiana, mettendo in evidenza il caos che caratterizza la società moderna; una riflessione sulla condizione umana, esplorando il disordine e l'incertezza che ne derivano.

## Tracce
Testi di Guglielmo Bruno, musiche di Francesco Cavestri, Claudia Cuccovillo.
1. Entropia (feat. Willie Peyote) – 3:49